# فليتنر إف أي 184
فليتنر إف أي 184 عبارة عن طائرة استطلاع ليلي ألمانية وجهاز أوتوجايرو مضاد للغواصات تم تطويره خلال الثلاثينيات.

## تاريخ العمليات
كان من المقرر اختبار الطائرة Fl 184 الوحيدة للاستطلاع الليلي في أواخر عام 1936. ومع ذلك، قبل أن تتم هذه الاختبارات، اشتعلت فيها النيران أثناء الطيران وتحطمت.
بعد تحطم الطائرة تم إلغاء البرنامج بأكمله ولم يتم تصنيع المزيد من الطائرات.

## مواصفات
- الطاقم: 2
- Powerplant: 1 × سيمنز هالسكي ش 14 7-cyl. air-cooled radial piston engine, 120 kW (160 hp)
- Main rotor diameter: 12 m (39 ft 4 in)
- Main rotor area: 113.1 m2 (1,217 sq ft) 3-bladed autorotating
- الدفع: 2-bladed fixed pitch tractor propeller

الاداء